# Gabriel Heinze
Gabriel Iván Heinze (Crespo, 19 aprile 1978) è un allenatore di calcio ed ex calciatore argentino, di ruolo difensore, collaboratore tecnico dell'Arsenal.
Possiede sia il passaporto tedesco che quello italiano.
È soprannominato El Gringo.

## Caratteristiche tecniche
Difensore centrale o terzino sinistro arcigno e grintoso, che eccelleva nel tackle, nell'anticipo e nel colpo di testa. Del suo modo di giocare e stare in campo Heinze ha rivelato: «Io non sono mai stato un calciatore forte, ma ce l'ho sempre messa tutta: il mio compito era correre e faticare, poi altra gente era deputata a vincere le gare con una giocata. È il concetto di squadra: non devi sentirti sminuito se il tuo compito è più faticoso e meno appariscente, semplicemente devi cercare di essere il migliore a farlo».

## Carriera

### Giocatore

#### Club

##### Gli inizi
Di padre tedesco e madre italiana (siciliana di Troina), iniziò la sua carriera in patria con il Newell's Old Boys. Nella stagione 1997-1998 passò al Real Valladolid, in cui non disputò alcuna partita; pertanto, in quella successiva, fu ceduto in prestito allo Sporting Lisbona, per poi rientrare al club spagnolo, dove rimase per altri due anni. Al termine della stagione 2000-2001 si trasferì al Paris Saint-Germain, dove ha collezionato più di 100 presenze in tre stagioni, vincendo la Coppa di Francia 2003-2004.

##### Manchester Utd
Nel giugno 2004 venne acquistato dal Manchester United per 6,9 milioni di sterline, debuttandovi nel settembre 2004 nell'incontro di FA Premier League 2004-2005 contro il Bolton Wanderers (finito 2-2), in cui realizzò anche un gol.
Il 14 settembre 2005, durante la partita di UEFA Champions League 2005-2006 contro il Villarreal, subì un duro infortunio scontrandosi con Jan Kromkamp, che gli comportò la lesione del legamento crociato del ginocchio e che lo costrinse a saltare l'intera stagione calcistica 2005-2006; prima di quella partita, aveva messo a segno 2 gol nel ritorno del preliminare di Champions League contro il Debreceni VSC, vinto per 3-0.
Nell'ultima stagione disputata con il Manchester United, ha realizzato un gol nel replay del quinto turno di FA Cup 2006-2007 contro il Reading, vinto per 3–2 ed ha indossato la fascia di capitano nelle ultime 2 partite della FA Premier League 2006-2007 contro Chelsea e West Ham United.

##### Real Madrid

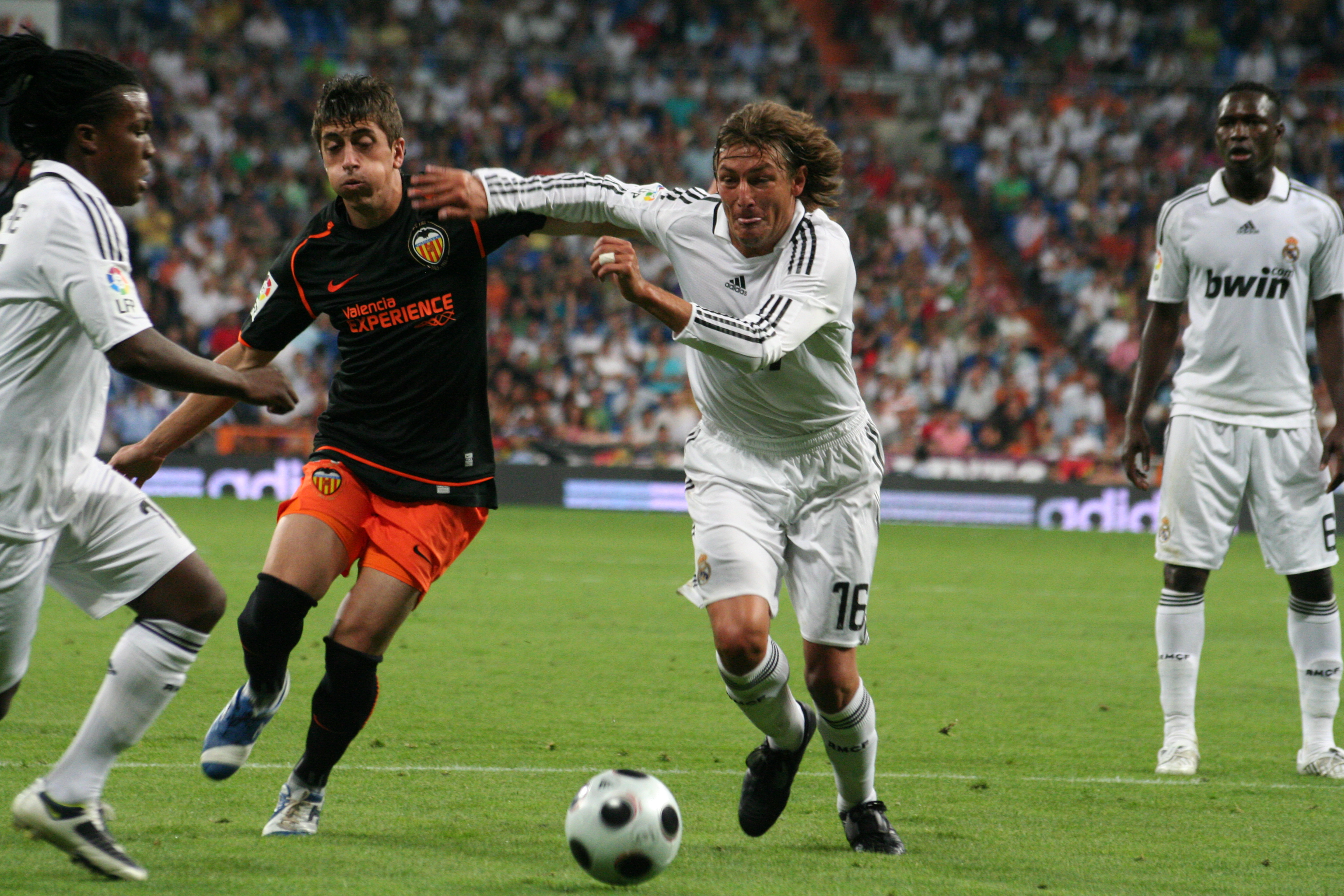
Heinze, con la maglia del, impegnato nella Supercoppa di Spagna 2008 contro il Valencia.

Il 22 agosto 2007 venne ingaggiato per 12 milioni di euro dal Real Madrid, con cui esordì il 2 settembre 2007 contro il Villarreal, subentrando al posto di Raúl. Il 30 marzo 2008 mise a segno il suo primo gol con il Real Madrid nella partita di campionato contro il Siviglia. Nei due anni trascorsi nella capitale spagnola ha vinto la Primera División e la Supercoppa di Spagna.

##### Olympique Marsiglia

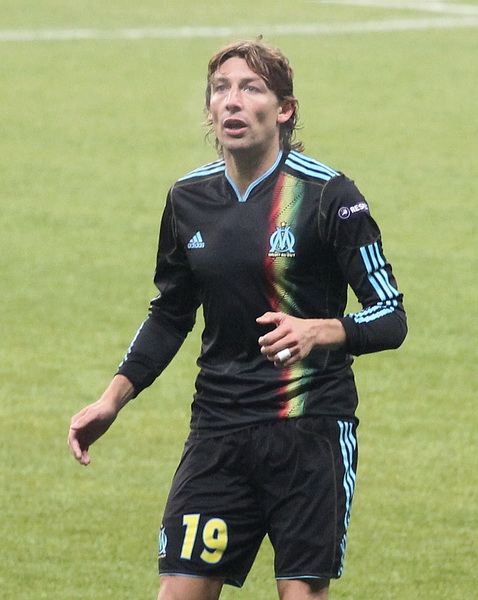
Heinze nel 2010 all'Olympique Marsiglia

Il 30 luglio 2009 ha firmato un contratto di due anni con l'Olympique Marsiglia. Alla sua prima stagione con il club francese ha segnato 2 gol nella UEFA Champions League 2009-2010 (il primo contro il Milan e il secondo contro lo Zurigo) ed ha vinto la Ligue 1 e la Coppa di Lega francese. Giunto in scadenza di contratto, il 27 maggio 2011 annuncia in una conferenza stampa che al termine della stagione avrebbe lasciato il club francese, e tutto questo avviene precisamente il 6 giugno 2011.

##### Roma
Il 22 luglio 2011 è stato ingaggiato a parametro zero dalla Roma che ha battuto la concorrenza del Bologna. Al giocatore vanno 0,6 milioni di euro netti a stagione fino al 30 giugno 2012. Il contratto, inoltre, prevede che in caso in cui il giocatore raggiunga le 25 presenze in maglia giallorossa, questo si rinnoverà automaticamente per un altro anno.

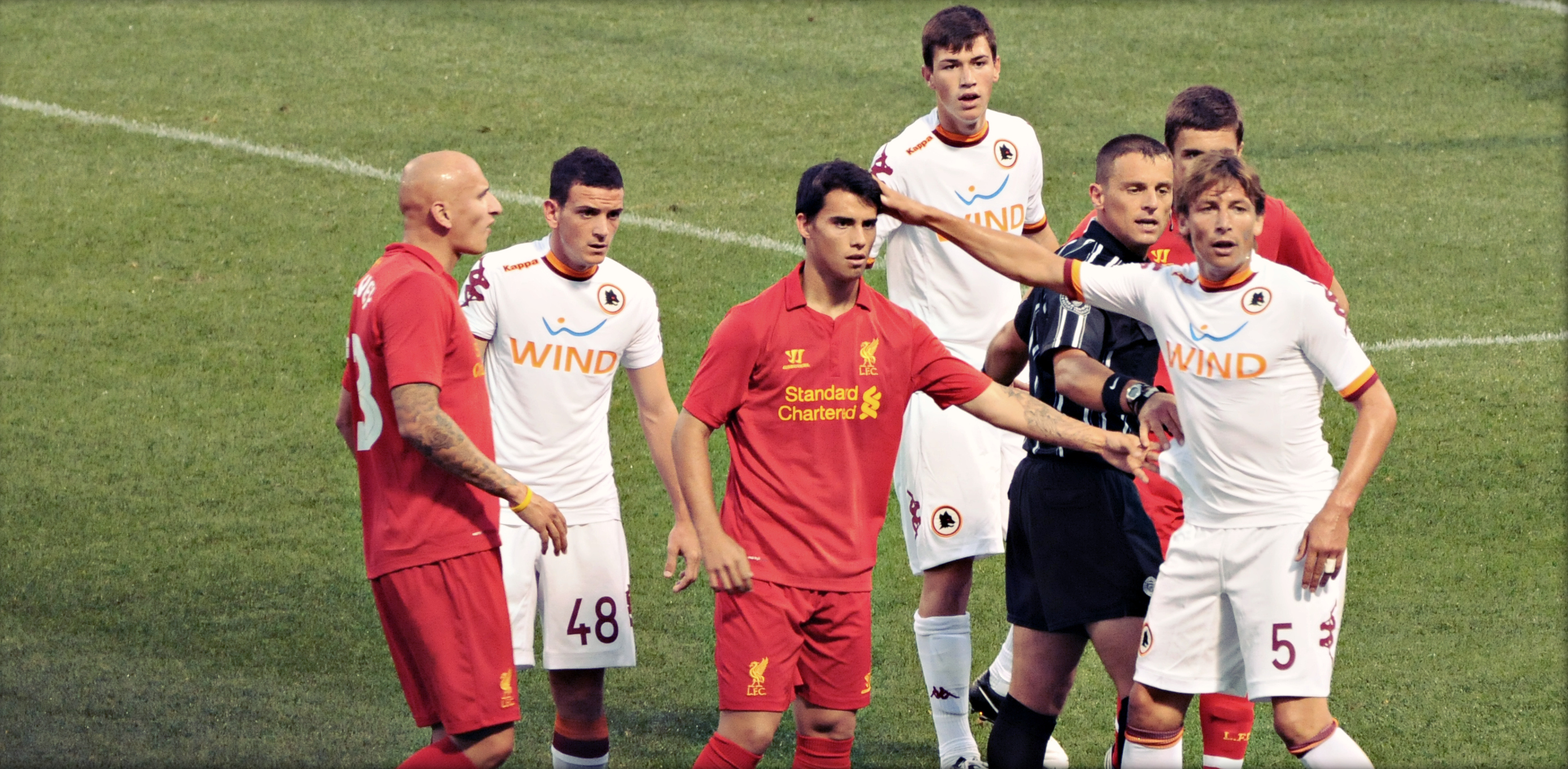
Heinze (5) coi colori della, durante un'amichevole col Liverpool nell'estate del 2012.

Esordisce con la maglia della Roma l'11 settembre 2011 nella gara casalinga contro il Cagliari persa per 1-2. Rescinde il contratto con la compagine capitolina il 10 agosto 2012.

##### Ritorno al Newell's Old Boys e ritiro
Il giorno seguente alla rescissione del contratto che lo legava alla Roma, viene ufficializzato il suo trasferimento al Newell's Old Boys, facendovi così ritorno in patria nella squadra in cui è cresciuto calcisticamente. Il 21 marzo 2014 annuncia il suo ritiro dal calcio giocato a fine stagione.

#### Nazionale

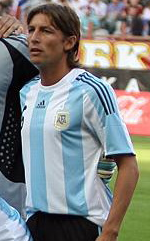
Heinze nel 2009 con la divisa dell'Argentina

Ha debuttato nella Nazionale di calcio dell'Argentina il 30 aprile 2003 in un'amichevole contro la Libia, vinta per 3-1. L'anno successivo ha ottenuto la medaglia d'oro al torneo olimpico di calcio ad Atene.
Due anni dopo venne convocato per il campionato del mondo 2006, in cui giocò 4 partite, con l'Argentina eliminata ai quarti di finale dalla Germania.
Ha partecipato alla Copa América 2007, perdendo nella finale contro il Brasile e mettendo a segno un gol di testa su calcio di punizione tirato da Juan Román Riquelme nella semifinale contro il Messico.
Nel maggio 2010 il commissario tecnico della Selección, Diego Armando Maradona, lo ha inserito nella lista dei 23 convocati per il campionato del mondo 2010 in Sudafrica. Il 12 giugno 2010, nella gara d'esordio del torneo, ha segnato la rete che ha determinato la vittoria per 1-0 contro la Nigeria, con un colpo di testa in tuffo su un calcio d'angolo calciato da Juan Sebastián Verón.

### Allenatore

#### Gli inizi
Il 14 giugno 2015 diventa il nuovo allenatore del Godoy Cruz, con cui firma un contratto di diciotto mesi.
Dopo aver allenato l’Argentinos Juniors e per tre anni il Velez Sarsfield, il 18 dicembre 2020 viene assunto come allenatore dell'Atlanta United. Il 18 luglio 2021 viene esonerato a causa dello scarso rendimento (2 vittorie nelle ultime 13 partite) e del litigio con la stella della squadra Josef Martínez.
Il 25 Ottobre diventa il nuovo allenatore del Newell's Old Boys.

#### Arsenal
L'8 luglio 2025 viene annunciato il suo ingresso all'interno dello staff di Mikel Arteta all'Arsenal, con il ruolo di collaboratore tecnico.

## Statistiche

### Presenze e reti nei club
| Stagione                   | Squadra                    | Campionato                 | Campionato | Campionato | Coppe nazionali | Coppe nazionali | Coppe nazionali | Coppe continentali | Coppe continentali | Coppe continentali | Altre coppe | Altre coppe | Altre coppe | Totale | Totale |
| Stagione                   | Squadra                    | Comp                       | Pres       | Reti       | Comp            | Pres            | Reti            | Comp               | Pres               | Reti               | Comp        | Pres        | Reti        | Pres   | Reti   |
| -------------------------- | -------------------------- | -------------------------- | ---------- | ---------- | --------------- | --------------- | --------------- | ------------------ | ------------------ | ------------------ | ----------- | ----------- | ----------- | ------ | ------ |
| 1996-1997                  | Newell's Old Boys          | PD                         | 8          | 0          | -               | -               | -               | -                  | -                  | -                  | -           | -           | -           | 8      | 0      |
| 1997-1998                  | Real Valladolid            | PD                         | 0          | 0          | CR              | 0               | 0               | -                  | -                  | -                  | -           | -           | -           | 0      | 0      |
| 1998-1999                  | Sporting Lisbona           | PD                         | 5          | 1          | TP              | 1               | 0               | -                  | -                  | -                  | -           | -           | -           | 6      | 1      |
| 1999-2000                  | Real Valladolid            | PD                         | 18         | 0          | CR              | 0               | 0               | -                  | -                  | -                  | -           | -           | -           | 18     | 0      |
| 2000-2001                  | Real Valladolid            | PD                         | 36         | 1          | CR              | 0               | 0               | -                  | -                  | -                  | -           | -           | -           | 36     | 1      |
| Totale Real Valladolid     | Totale Real Valladolid     | Totale Real Valladolid     | 54         | 1          |                 | 0               | 0               | -                  | -                  | -                  | -           | -           | -           | 54     | 1      |
| 2001-2002                  | Paris Saint-Germain        | D1                         | 31         | 0          | CF              | 7               | 1               | CI+CU              | 4+6                | 1+0                | -           | -           | -           | 48     | 2      |
| 2002-2003                  | Paris Saint-Germain        | L1                         | 35         | 2          | CF              | 7               | 1               | CU                 | 4                  | 0                  | -           | -           | -           | 46     | 3      |
| 2003-2004                  | Paris Saint-Germain        | L1                         | 33         | 2          | CF              | 5               | 1               | -                  | -                  | -                  | -           | -           | -           | 40     | 3      |
| Totale Paris Saint-Germain | Totale Paris Saint-Germain | Totale Paris Saint-Germain | 99         | 4          |                 | 19              | 3               |                    | 14                 | 1                  |             | -           | -           | 138    | 8      |
| 2004-2005                  | Manchester United          | PL                         | 26         | 1          | FAC+FLC         | 4+2             | 0               | UCL                | 7                  | 0                  | -           | -           | -           | 39     | 1      |
| 2005-2006                  | Manchester United          | PL                         | 4          | 0          | FAC+FLC         | 0               | 0               | UCL                | 2                  | 2                  | -           | -           | -           | 6      | 2      |
| 2006-2007                  | Manchester United          | PL                         | 22         | 0          | FAC+FLC         | 6+2             | 1+0             | UCL                | 8                  | 0                  | -           | -           | -           | 38     | 1      |
| Totale Manchester United   | Totale Manchester United   | Totale Manchester United   | 52         | 1          |                 | 14              | 1               |                    | 17                 | 2                  |             | -           | -           | 83     | 4      |
| 2007-2008                  | Real Madrid                | PD                         | 20         | 1          | CR              | 2               | 0               | UCL                | 4                  | 0                  | -           | -           | -           | 26     | 1      |
| 2008-2009                  | Real Madrid                | PD                         | 24         | 2          | CR              | 1               | 0               | UCL                | 7                  | 0                  | SS          | 2           | 0           | 34     | 2      |
| Totale Real Madrid         | Totale Real Madrid         | Totale Real Madrid         | 44         | 3          |                 | 3               | 0               |                    | 11                 | 0                  |             | 2           | 0           | 58     | 3      |
| 2009-2010                  | Olympique Marsiglia        | L1                         | 27         | 4          | CL              | 2               | 0               | UCL+UEL            | 6+1                | 2+0                | -           | -           | -           | 36     | 6      |
| 2010-2011                  | Olympique Marsiglia        | L1                         | 31         | 3          | CF+CL           | 1+1             | 0               | UCL                | 8                  | 1                  | -           | -           | -           | 41     | 4      |
| Totale Olympique Marsiglia | Totale Olympique Marsiglia | Totale Olympique Marsiglia | 58         | 7          |                 | 4               | 0               |                    | 15                 | 3                  |             | -           | -           | 77     | 10     |
| 2011-2012                  | Roma                       | A                          | 30         | 0          | CI              | 2               | 0               | UEL                | 0                  | 0                  | -           | -           | -           | 32     | 0      |
| Totale Roma                | Totale Roma                | Totale Roma                | 30         | 0          |                 | 2               | 0               |                    | 0                  | 0                  |             | -           | -           | 32     | 0      |
| 2012-2013                  | Newell's Old Boys          | PD                         | 25         | 1          | CI              | 0               | 0               | CL                 | 10                 | 0                  |             | -           | -           | 35     | 1      |
| 2013-2014                  | Newell's Old Boys          | PD                         | 27         | 2          | CI              | 0               | 0               | CL                 | 4                  | 0                  | -           | -           | -           | 31     | 2      |
| Totale Newell's Old Boys   | Totale Newell's Old Boys   | Totale Newell's Old Boys   | 60         | 3          |                 | 0               | 0               |                    | 14                 | 0                  |             | -           | -           | 74     | 3      |
| Totale carriera            | Totale carriera            | Totale carriera            | 403        | 20         |                 | 43              | 4               |                    | 71                 | 6                  |             | 2           | 0           | 519    | 30     |

### Cronologia presenze e reti in nazionale
| Cronologia completa delle presenze e delle reti in nazionale ― Argentina | Cronologia completa delle presenze e delle reti in nazionale ― Argentina | Cronologia completa delle presenze e delle reti in nazionale ― Argentina | Cronologia completa delle presenze e delle reti in nazionale ― Argentina | Cronologia completa delle presenze e delle reti in nazionale ― Argentina | Cronologia completa delle presenze e delle reti in nazionale ― Argentina | Cronologia completa delle presenze e delle reti in nazionale ― Argentina | Cronologia completa delle presenze e delle reti in nazionale ― Argentina |
| Data                                                                     | Città                                                                    | In casa                                                                  | Risultato                                                                | Ospiti                                                                   | Competizione                                                             | Reti                                                                     | Note                                                                     |
| ------------------------------------------------------------------------ | ------------------------------------------------------------------------ | ------------------------------------------------------------------------ | ------------------------------------------------------------------------ | ------------------------------------------------------------------------ | ------------------------------------------------------------------------ | ------------------------------------------------------------------------ | ------------------------------------------------------------------------ |
| 30-4-2003                                                                | Tripoli                                                                  | Libia                                                                    | 1 – 3                                                                    | Argentina                                                                | Amichevole                                                               | -                                                                        | 46’                                                                      |
| 8-6-2003                                                                 | Osaka                                                                    | Giappone                                                                 | 1 – 4                                                                    | Argentina                                                                | Kirin Cup                                                                | -                                                                        | 36’                                                                      |
| 11-6-2003                                                                | Seul                                                                     | Corea del Sud                                                            | 0 – 1                                                                    | Argentina                                                                | Amichevole                                                               | -                                                                        |                                                                          |
| 9-9-2003                                                                 | Caracas                                                                  | Venezuela                                                                | 0 – 3                                                                    | Argentina                                                                | Qual. Mondiali 2006                                                      | -                                                                        | 63’                                                                      |
| 30-3-2004                                                                | Buenos Aires                                                             | Argentina                                                                | 1 – 0                                                                    | Ecuador                                                                  | Qual. Mondiali 2006                                                      | -                                                                        |                                                                          |
| 2-6-2004                                                                 | Belo Horizonte                                                           | Brasile                                                                  | 3 – 1                                                                    | Argentina                                                                | Qual. Mondiali 2006                                                      | -                                                                        |                                                                          |
| 6-6-2004                                                                 | Buenos Aires                                                             | Argentina                                                                | 0 – 0                                                                    | Paraguay                                                                 | Qual. Mondiali 2006                                                      | -                                                                        |                                                                          |
| 27-6-2004                                                                | Miami Gardens                                                            | Argentina                                                                | 0 – 2                                                                    | Colombia                                                                 | Amichevole                                                               | -                                                                        | 28’                                                                      |
| 30-6-2004                                                                | East Rutherford                                                          | Argentina                                                                | 2 – 1                                                                    | Perù                                                                     | Amichevole                                                               | -                                                                        |                                                                          |
| 7-7-2004                                                                 | Chiclayo                                                                 | Argentina                                                                | 6 – 1                                                                    | Ecuador                                                                  | Coppa America 2004 - 1º turno                                            | -                                                                        |                                                                          |
| 10-7-2004                                                                | Chiclayo                                                                 | Argentina                                                                | 0 – 1                                                                    | Messico                                                                  | Coppa America 2004 - 1º turno                                            | -                                                                        | 32’                                                                      |
| 13-7-2004                                                                | Piura                                                                    | Argentina                                                                | 4 – 1                                                                    | Uruguay                                                                  | Coppa America 2004 - 1º turno                                            | -                                                                        |                                                                          |
| 17-7-2004                                                                | Chiclayo                                                                 | Perù                                                                     | 0 – 1                                                                    | Argentina                                                                | Coppa America 2004 - Quarti di finale                                    | -                                                                        |                                                                          |
| 20-7-2004                                                                | Lima                                                                     | Argentina                                                                | 3 – 0                                                                    | Colombia                                                                 | Coppa America 2004 - Semifinale                                          | -                                                                        |                                                                          |
| 25-7-2004                                                                | Lima                                                                     | Argentina                                                                | 2 – 2 dts (2 – 4 dtr)                                                    | Brasile                                                                  | Coppa America 2004 - Finale                                              | -                                                                        | [ 22 ]                                                                   |
| 4-9-2004                                                                 | Lima                                                                     | Perù                                                                     | 1 – 3                                                                    | Argentina                                                                | Qual. Mondiali 2006                                                      | -                                                                        |                                                                          |
| 9-10-2004                                                                | Buenos Aires                                                             | Argentina                                                                | 4 – 2                                                                    | Uruguay                                                                  | Qual. Mondiali 2006                                                      | -                                                                        | 37’                                                                      |
| 13-10-2004                                                               | Santiago del Cile                                                        | Cile                                                                     | 0 – 0                                                                    | Argentina                                                                | Qual. Mondiali 2006                                                      | -                                                                        | 24’                                                                      |
| 9-2-2005                                                                 | Düsseldorf                                                               | Germania                                                                 | 2 – 2                                                                    | Argentina                                                                | Amichevole                                                               | -                                                                        |                                                                          |
| 30-3-2005                                                                | Buenos Aires                                                             | Argentina                                                                | 1 – 0                                                                    | Colombia                                                                 | Qual. Mondiali 2006                                                      | -                                                                        |                                                                          |
| 8-6-2005                                                                 | Buenos Aires                                                             | Argentina                                                                | 3 – 1                                                                    | Brasile                                                                  | Qual. Mondiali 2006                                                      | -                                                                        | 63’                                                                      |
| 15-6-2005                                                                | Colonia                                                                  | Argentina                                                                | 2 – 1                                                                    | Tunisia                                                                  | Conf. Cup 2005 - 1º turno                                                | -                                                                        |                                                                          |
| 18-6-2005                                                                | Norimberga                                                               | Australia                                                                | 2 – 4                                                                    | Argentina                                                                | Conf. Cup 2005 - 1º turno                                                | -                                                                        |                                                                          |
| 21-6-2005                                                                | Norimberga                                                               | Argentina                                                                | 2 – 2                                                                    | Germania                                                                 | Conf. Cup 2005 - 1º turno                                                | -                                                                        |                                                                          |
| 26-6-2005                                                                | Hannover                                                                 | Messico                                                                  | 1 – 1 dts (5 – 6 dtr)                                                    | Argentina                                                                | Conf. Cup 2005 - Semifinale                                              | -                                                                        |                                                                          |
| 29-6-2005                                                                | Francoforte                                                              | Brasile                                                                  | 4 – 1                                                                    | Argentina                                                                | Conf. Cup 2005 - Finale                                                  | -                                                                        | [ 22 ]                                                                   |
| 17-8-2005                                                                | Budapest                                                                 | Ungheria                                                                 | 1 – 2                                                                    | Argentina                                                                | Amichevole                                                               | 1                                                                        |                                                                          |
| 3-9-2005                                                                 | Asunción                                                                 | Paraguay                                                                 | 1 – 0                                                                    | Argentina                                                                | Qual. Mondiali 2006                                                      | -                                                                        | 56’                                                                      |
| 30-5-2006                                                                | Salerno                                                                  | Argentina                                                                | 2 – 0                                                                    | Angola                                                                   | Amichevole                                                               | -                                                                        | 63’                                                                      |
| 10-6-2006                                                                | Amburgo                                                                  | Argentina                                                                | 2 – 1                                                                    | Costa d'Avorio                                                           | Mondiali 2006 - 1º turno                                                 | -                                                                        | 48’                                                                      |
| 16-6-2006                                                                | Gelsenkirchen                                                            | Argentina                                                                | 6 – 0                                                                    | Serbia e Montenegro                                                      | Mondiali 2006 - 1º turno                                                 | -                                                                        |                                                                          |
| 24-6-2006                                                                | Lipsia                                                                   | Argentina                                                                | 2 – 1 dts                                                                | Messico                                                                  | Mondiali 2006 - Ottavi di finale                                         | -                                                                        | 46’                                                                      |
| 30-6-2006                                                                | Berlino                                                                  | Germania                                                                 | 1 – 1 dts (4 – 2 dtr)                                                    | Argentina                                                                | Mondiali 2006 - Quarti di finale                                         | -                                                                        |                                                                          |
| 7-2-2007                                                                 | Saint-Denis                                                              | Francia                                                                  | 0 – 1                                                                    | Argentina                                                                | Amichevole                                                               | -                                                                        | 68’                                                                      |
| 2-6-2007                                                                 | Basilea                                                                  | Svizzera                                                                 | 1 – 1                                                                    | Argentina                                                                | Amichevole                                                               | -                                                                        |                                                                          |
| 28-6-2007                                                                | Maracaibo                                                                | Argentina                                                                | 4 – 1                                                                    | Stati Uniti                                                              | Coppa America 2007 - 1º turno                                            | -                                                                        |                                                                          |
| 2-7-2007                                                                 | Maracaibo                                                                | Argentina                                                                | 4 – 2                                                                    | Colombia                                                                 | Coppa America 2007 - 1º turno                                            | -                                                                        |                                                                          |
| 8-7-2007                                                                 | Barquisimeto                                                             | Argentina                                                                | 4 – 0                                                                    | Perù                                                                     | Coppa America 2007 - Quarti di finale                                    | -                                                                        |                                                                          |
| 11-7-2007                                                                | Puerto Ordaz                                                             | Messico                                                                  | 0 – 3                                                                    | Argentina                                                                | Coppa America 2007 - Semifinale                                          | 1                                                                        |                                                                          |
| 15-7-2007                                                                | Maracaibo                                                                | Brasile                                                                  | 3 – 0                                                                    | Argentina                                                                | Coppa America 2007 - Finale                                              | -                                                                        | [ 22 ]                                                                   |
| 11-9-2007                                                                | Melbourne                                                                | Australia                                                                | 0 – 1                                                                    | Argentina                                                                | Amichevole                                                               | -                                                                        | 53’                                                                      |
| 13-10-2007                                                               | Buenos Aires                                                             | Argentina                                                                | 2 – 0                                                                    | Cile                                                                     | Qual. Mondiali 2010                                                      | -                                                                        |                                                                          |
| 26-3-2008                                                                | Il Cairo                                                                 | Egitto                                                                   | 0 – 2                                                                    | Argentina                                                                | Amichevole                                                               | -                                                                        |                                                                          |
| 8-6-2008                                                                 | East Rutherford                                                          | Stati Uniti                                                              | 0 – 0                                                                    | Argentina                                                                | Amichevole                                                               | -                                                                        | 84’                                                                      |
| 15-6-2008                                                                | Buenos Aires                                                             | Argentina                                                                | 1 – 1                                                                    | Ecuador                                                                  | Qual. Mondiali 2010                                                      | -                                                                        |                                                                          |
| 18-6-2008                                                                | Belo Horizonte                                                           | Brasile                                                                  | 0 – 0                                                                    | Argentina                                                                | Qual. Mondiali 2010                                                      | -                                                                        |                                                                          |
| 20-8-2008                                                                | Minsk                                                                    | Bielorussia                                                              | 0 – 0                                                                    | Argentina                                                                | Amichevole                                                               | -                                                                        |                                                                          |
| 6-9-2008                                                                 | Buenos Aires                                                             | Argentina                                                                | 1 – 1                                                                    | Paraguay                                                                 | Qual. Mondiali 2010                                                      | -                                                                        | 46’                                                                      |
| 11-10-2008                                                               | Buenos Aires                                                             | Argentina                                                                | 2 – 1                                                                    | Uruguay                                                                  | Qual. Mondiali 2010                                                      | -                                                                        | 60’                                                                      |
| 15-10-2008                                                               | Santiago del Cile                                                        | Cile                                                                     | 1 – 0                                                                    | Argentina                                                                | Qual. Mondiali 2010                                                      | -                                                                        |                                                                          |
| 19-11-2008                                                               | Glasgow                                                                  | Scozia                                                                   | 0 – 1                                                                    | Argentina                                                                | Amichevole                                                               | -                                                                        |                                                                          |
| 11-2-2009                                                                | Marsiglia                                                                | Francia                                                                  | 0 – 2                                                                    | Argentina                                                                | Amichevole                                                               | -                                                                        |                                                                          |
| 28-3-2009                                                                | Buenos Aires                                                             | Argentina                                                                | 4 – 0                                                                    | Venezuela                                                                | Qual. Mondiali 2010                                                      | -                                                                        |                                                                          |
| 1-4-2009                                                                 | La Paz                                                                   | Bolivia                                                                  | 6 – 1                                                                    | Argentina                                                                | Qual. Mondiali 2010                                                      | -                                                                        |                                                                          |
| 6-6-2009                                                                 | Buenos Aires                                                             | Argentina                                                                | 1 – 0                                                                    | Colombia                                                                 | Qual. Mondiali 2010                                                      | -                                                                        |                                                                          |
| 10-6-2009                                                                | Quito                                                                    | Ecuador                                                                  | 2 – 0                                                                    | Argentina                                                                | Qual. Mondiali 2010                                                      | -                                                                        | cap. 82’                                                                 |
| 12-8-2009                                                                | Mosca                                                                    | Russia                                                                   | 2 – 3                                                                    | Argentina                                                                | Amichevole                                                               | -                                                                        |                                                                          |
| 5-9-2009                                                                 | Rosario                                                                  | Argentina                                                                | 1 – 3                                                                    | Brasile                                                                  | Qual. Mondiali 2010                                                      | -                                                                        |                                                                          |
| 9-9-2009                                                                 | Asunción                                                                 | Paraguay                                                                 | 1 – 0                                                                    | Argentina                                                                | Qual. Mondiali 2010                                                      | -                                                                        |                                                                          |
| 10-10-2009                                                               | Buenos Aires                                                             | Argentina                                                                | 2 – 1                                                                    | Perù                                                                     | Qual. Mondiali 2010                                                      | -                                                                        |                                                                          |
| 14-10-2009                                                               | Montevideo                                                               | Uruguay                                                                  | 0 – 1                                                                    | Argentina                                                                | Qual. Mondiali 2010                                                      | -                                                                        | 9’                                                                       |
| 14-11-2009                                                               | Madrid                                                                   | Spagna                                                                   | 2 – 1                                                                    | Argentina                                                                | Amichevole                                                               | -                                                                        | 29’                                                                      |
| 3-3-2010                                                                 | Berlino                                                                  | Germania                                                                 | 0 – 1                                                                    | Argentina                                                                | Amichevole                                                               | -                                                                        | 47’                                                                      |
| 24-5-2010                                                                | Buenos Aires                                                             | Argentina                                                                | 5 – 0                                                                    | Canada                                                                   | Amichevole                                                               | -                                                                        | 58’                                                                      |
| 12-6-2010                                                                | Città del Capo                                                           | Argentina                                                                | 1 – 0                                                                    | Nigeria                                                                  | Mondiali 2010 - 1º turno                                                 | 1                                                                        |                                                                          |
| 17-6-2010                                                                | Johannesburg                                                             | Argentina                                                                | 4 – 1                                                                    | Corea del Sud                                                            | Mondiali 2010 - 1º turno                                                 | -                                                                        | 74’                                                                      |
| 27-6-2010                                                                | Johannesburg                                                             | Argentina                                                                | 3 – 1                                                                    | Messico                                                                  | Mondiali 2010 - Ottavi di finale                                         | -                                                                        |                                                                          |
| 3-7-2010                                                                 | Città del Capo                                                           | Argentina                                                                | 0 – 4                                                                    | Germania                                                                 | Mondiali 2010 - Quarti di finale                                         | -                                                                        |                                                                          |
| 11-8-2010                                                                | Dublino                                                                  | Irlanda                                                                  | 0 – 1                                                                    | Argentina                                                                | Amichevole                                                               | -                                                                        | 59’ 72’                                                                  |
| 7-9-2010                                                                 | Buenos Aires                                                             | Argentina                                                                | 4 – 1                                                                    | Spagna                                                                   | Amichevole                                                               | -                                                                        | 64’                                                                      |
| 8-10-2010                                                                | Tokyo                                                                    | Giappone                                                                 | 1 – 0                                                                    | Argentina                                                                | Amichevole                                                               | -                                                                        |                                                                          |
| 17-11-2010                                                               | Doha                                                                     | Argentina                                                                | 1 – 0                                                                    | Brasile                                                                  | Amichevole                                                               | -                                                                        |                                                                          |
| Totale                                                                   |                                                                          | Presenze                                                                 | 72                                                                       |                                                                          | Reti                                                                     | 3                                                                        |                                                                          |

## Palmarès

### Club

#### Competizioni nazionali
- Coppa di Francia: 1

Paris Saint-Germain: 2003-2004
- Coppa di Lega inglese: 1

Manchester United: 2005-2006
- Campionato inglese: 1

Manchester United: 2006-2007
- Campionato spagnolo: 1

Real Madrid: 2007-2008
- Supercoppa di Spagna: 1

Real Madrid: 2008
- Coppa di Lega francese: 2

Olympique Marsiglia: 2009-2010, 2010-2011
- Campionato francese: 1

Olympique Marsiglia: 2009-2010

#### Competizioni internazionali
- Coppa Intertoto UEFA: 1

Paris Saint-Germain: 2001

### Nazionale
- Oro olimpico: 1

Atene 2004